# Kultura Recuay

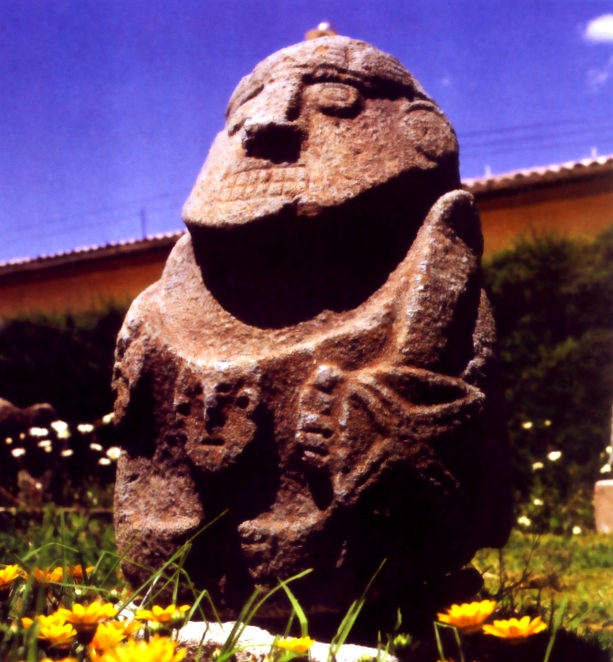
Kamienna rzeźba kultury Recuay

Kultura Recuay − powstała w górskiej części dzisiejszego Peru pod koniec I wieku p.n.e. Czas jej rozwoju trwał do VIII wieku. Kultura ta współistniała z bardziej rozpowszechnioną i lepiej zbadaną kulturą Moche. Charakterystyczna dla tej kultury jest ceramika figuralna, technicznie bardziej zaawansowana niż ceramika kultury Moche. Kultura ta pozostawiła też po sobie kamienne rzeźby wojowników.